# Склеродерма
Склеродермата (от гръцки: σκληρός – твърд и δέρμα – кожа) е група автоимунни заболявания, които предизвикват промени в кожата, кръвоносните съдове, мускулите и вътрешните органи. Заболяването може да е локализирано върху кожата или да включва други органи в допълнение към кожата. Симптомите могат да включват участъци с удебелена кожа, скованост, умора и лошо оросяване на пръстите на краката и ръцете (познато още като Синдром на Рейно)
Причината за заболяването не е известна. Рискови фактори са фамилна обремененост, някои генетични фактори и излагане на силициев прах. Механизмът на заболяването включва анормален растеж на съединителна тъкан, който се предполага, че се дължи на това, че тялото на болния атакува здрави тъкани.
Диагнозата обикновено е базирана на симптомите на пациента и може да се подкрепи от кожна биопсия и кръвни тестове.
Въпреки че е нелечимо заболяване, лечението може да подобри симптомите. Използваните лекарства включват кортикостероиди, метотрексат и нестероидни противовъзпалителни средства. Прогнозата зависи от сериозността на заболяването. Хората с локализирано заболяване като цяло имат нормална продължителност на живот. При хората със системно заболяване типичната продължително на живот е 11 години от появата на симптомите, често поради белодробни, гастроинтестинални или сърдечни усложнения.
Близо 3 на всеки 100 000 души годишно развиват системната форма на заболяването. Състоянието обикновено започва в средна възраст. Жените са по-често засегнати от мъжете.

## Симптоми
Потенциалните симптоми включват:
- Сърдечносъдови: синдром на Рейно (начален симптом на 30% от заболелите, проявява се при 95% от заболелите през продължителността на болестта); следи от рани по пръстите на ръцете; промени по кожата и лигавиците (telangiectasis); сърцебиене; аритмия; припадъци; високо кръвно налягане; сърдечна недостатъчност
- Храносмилателни: гастроезофагеална рефлуксна болест (ГЕРБ), подуване, лошо храносмилане (диспепсия), загуба на апетит; редуваща се диария със запек; синдром на Сьогрен и усложненията му: загуба на зъби и дрезгав глас (заради ГЕРБ)
- Белодробни: прогресивен задух; болка в гърдите (поради белодробна хипертензия); и суха постоянна кашлица поради интерстициално белодробно заболяване
- Опорно-двигателни: ставни и мускулни болки; загуба на подвижност; синдром на карпалния тунел и мускулна слабост
- Пикочно-полови: импотентност; диспареуния; бъбречни кризи и бъбречна недостатъчност
- Други: лицева болка поради тригеминална невралгия; парестезия; главоболие; инсулт; умора; калциноза и загуба на тегло